# Stuart Welch
Stuart Welch  (ur. 15 listopada 1977 w Sydney) – australijski wioślarz. Dwukrotny medalista olimpijski.
Brał udział w dwóch igrzyskach olimpijskich (IO 00, IO 04), na obu zdobywał medale w ósemce. W 2000 Australijczycy zajęli w tej konkurencji drugie miejsce, w 2004 byli trzeci. W 1997 był brązowym medalistą mistrzostw świata w ósemce